# Calcio Catania 1989-1990
Questa voce raccoglie le informazioni riguardanti il Calcio Catania nelle competizioni ufficiali della stagione 1989-1990.

## Stagione
Nella stagione 1989-90 il Catania ha disputato il girone B della Serie C1, piazzandosi in sesta posizione con 39 punti in classifica, il torneo ha promosso in Serie B il Taranto con 48 punti, e la Salernitana con 46 punti. Il Catania affidato al tecnico Carmelo Russo, inizia la stagione nel ritiro di Montone, nella Coppa Italia di Serie C gioca il girone di qualificazione nel precampionato e lo vince, qualificandosi per i sedicesimi di finale. In campionato la squadra etnea non parte come avrebbe voluto, al termine del girone di andata è intruppata con 18 punti a metà classifica; dalla 18ª giornata la dirigenza decide di cambiare l'allenatore e punta sul brasiliano Angelo Benedicto Sormani. Il nuovo nocchiero rimescola le carte, cambia qualcosa, ma il Catania non sa più vincere, a metà marzo arriva una prima riscossa, con la tripletta di Cipriani, che permette di espugnare l'isola d'Ischia. Il finale è in chiaroscuro con i rossoazzurri che chiudono al sesto posto. In Coppa, nei sedicesimi di finale il Catania elimina il Casarano, ma nei quarti di finale passa il turno il Palermo nel doppio confronto.

## Rosa
| N. |                   | Ruolo | Calciatore           |
| -- | ----------------- | ----- | -------------------- |
|    | Italia (bandiera) | P     | Mario Paradisi       |
|    | Italia (bandiera) | P     | Andrea Claudio Rizzo |
|    | Italia (bandiera) | D     | Walter Biagini       |
|    | Italia (bandiera) | D     | Germano Fragliasso   |
|    | Italia (bandiera) | D     | Mirko Mattei         |
|    | Italia (bandiera) | D     | Andrea Salvadori     |
|    | Italia (bandiera) | D     | Antonio Schio        |
|    | Italia (bandiera) | D     | Angelo Sciuto        |
|    | Italia (bandiera) | D     | Roberto Zuppardo     |
|    | Italia (bandiera) | C     | Luca Della Scala     |

| N. |                      | Ruolo | Calciatore           |
| -- | -------------------- | ----- | -------------------- |
|    | Italia (bandiera)    | C     | Emanuele Docente     |
|    | Italia (bandiera)    | C     | Maurizio Manieri     |
|    | Italia (bandiera)    | C     | Giancarlo Marini     |
|    | Italia (bandiera)    | C     | Alfio Maurizio Romeo |
|    | Italia (bandiera)    | C     | Leonardo Rossi       |
|    | Italia (bandiera)    | C     | Giuseppe Scienza     |
|    | Italia (bandiera)    | A     | Loriano Cipriani     |
|    | Italia (bandiera)    | A     | Nicola D'Ottavio     |
|    | Italia (bandiera)    | A     | Nunzio Dario Di Dio  |
|    | Argentina (bandiera) | A     | César Gustavo Ghezzi |

## Risultati

### Serie C1

#### Girone di andata
| Arbitro: | Rausa (Cosenza) |

|                          |           |  |
| Raggi 56’ G. Coppola 84’ | Marcatori |  |

| Catania 24 settembre 1989 2ª giornata | Catania             | 0 – 0 | Casarano | Stadio Cibali\| Arbitro: \| Scarcelli (Cosenza) \| |
| Arbitro:                              | Scarcelli (Cosenza) |       |          |                                                    |

| Arbitro: | Collina (Viareggio) |

|             |           |                          |
| Di Baia 18’ | Marcatori | 28’ D'Ottavio 49’ Ghezzi |

| Catania 8 ottobre 1989 4ª giornata | Catania         | 0 – 0 | Giarre | Stadio Cibali\| Arbitro: \| Fiori (Ravenna) \| |
| Arbitro:                           | Fiori (Ravenna) |       |        |                                                |

| Arbitro: | Chiesa (Livorno) |

|  |           |              |
|  | Marcatori | 38’ Zuppardo |

| Arbitro: | De Angelis (Civitavecchia) |

|                    |           |  |
| Musella 41’ (rig.) | Marcatori |  |

| Catania 29 ottobre 1989 7ª giornata | Catania                 | 0 – 0 | Ischia Isolaverde | Stadio Cibali\| Arbitro: \| Introvigne (Conegliano) \| |
| Arbitro:                            | Introvigne (Conegliano) |       |                   |                                                        |

| San Benedetto del Tronto 5 novembre 1989 8ª giornata | Sambenedettese | 0 – 0 | Catania | Stadio Riviera delle Palme\| Arbitro: \| Marchi (Ivrea) \| |
| Arbitro:                                             | Marchi (Ivrea) |       |         |                                                            |

| Catania 12 novembre 1989 9ª giornata | Catania             | 0 – 0 | Casertana | Stadio Cibali\| Arbitro: \| D'Ambrosio (Padova) \| |
| Arbitro:                             | D'Ambrosio (Padova) |       |           |                                                    |

| Sassari 19 novembre 1989 10ª giornata | Torres          | 0 – 0 | Catania | Stadio Acquedotto\| Arbitro: \| Bortoli (Schio) \| |
| Arbitro:                              | Bortoli (Schio) |       |         |                                                    |

| Arbitro: | Bettin (Padova) |

|                            |           |                                              |
| Salvadori 46’ Cipriani 56’ | Marcatori | 17’ Pecoraro Scanio 85’ (rig.) Di Bartolomei |

| Terni 19 dicembre 1989 12ª giornata | Ternana         | 0 – 0 | Catania | Stadio Libero Liberati\| Arbitro: \| Braschi (Prato) \| |
| Arbitro:                            | Braschi (Prato) |       |         |                                                         |

| Arbitro: | Masulli (Cremona) |

|              |           |  |
| Cipriani 80’ | Marcatori |  |

| Arbitro: | Brignoccoli (Ancona) |

|                                      |           |                                 |
| Maragliulo 55’ Pannitteri 62’ (rig.) | Marcatori | 12’, 68’ Cipriani 51’ D'Ottavio |

| Catania 30 dicembre 1989 15ª giornata | Catania         | 0 – 0 | Monopoli | Stadio Cibali\| Arbitro: \| Tommasi (Crema) \| |
| Arbitro:                              | Tommasi (Crema) |       |          |                                                |

| Catania 7 gennaio 1990 16ª giornata | Catania        | 0 – 0 | Perugia | Stadio Cibali\| Arbitro: \| Marchi (Ivrea) \| |
| Arbitro:                            | Marchi (Ivrea) |       |         |                                               |

| Arbitro: | Brasca (Busto Arsizio) |

|                          |           |                     |
| Greco 20’ Orati 44’, 58’ | Marcatori | 48’ (rig.) Cipriani |

#### Girone di ritorno
| Catania 28 gennaio 1990 18ª giornata | Catania            | 0 – 0 | Taranto | Stadio Cibali\| Arbitro: \| Rodomonti (Teramo) \| |
| Arbitro:                             | Rodomonti (Teramo) |       |         |                                                   |

| Arbitro: | Conocchari (Macerata) |

|               |           |  |
| Foglietti 87’ | Marcatori |  |

| Catania 11 febbraio 1990 20ª giornata | Catania            | 0 – 0 | Francavilla | Stadio Cibali\| Arbitro: \| Curotti (Piacenza) \| |
| Arbitro:                              | Curotti (Piacenza) |       |             |                                                   |

| Giarre 18 febbraio 1990 21ª giornata | Giarre               | 0 – 0 | Catania | Stadio Comunale\| Arbitro: \| Rossignoli (Firenze) \| |
| Arbitro:                             | Rossignoli (Firenze) |       |         |                                                       |

| Arbitro: | Colbertaldo (Bassano del Grappa) |

|                          |           |             |
| D'Ottavio 68’ Ghezzi 81’ | Marcatori | 44’ Lunerti |

| Arbitro: | Bazzoli (Merano) |

|              |           |              |
| Cipriani 14’ | Marcatori | 61’ De Sensi |

| Arbitro: | Rocchi (Roma) |

|                 |           |                        |
| Impagliazzo 54’ | Marcatori | 26’, 83’, 91’ Cipriani |

| Arbitro: | Bolognino (Milano) |

|                                   |           |  |
| D'Ottavio 47’ Cipriani 57’ (rig.) | Marcatori |  |

| Arbitro: | Ferro (Verona) |

|                                       |           |                         |
| Serra 16’ Campilongo 45’ Solfrini 85’ | Marcatori | 27’ (aut.) M. Marchetti |

| Arbitro: | Bertocci (Genova) |

|            |           |            |
| Ghezzi 43’ | Marcatori | 62’ Borghi |

| Arbitro: | Misticoni (Ascoli Piceno) |

|                              |           |                          |
| Di Bartolomei 4’, 10’ (rig.) | Marcatori | 75’ (aut.) Di Bartolomei |

| Arbitro: | Ercolino (Cassino) |

|                                    |           |              |
| L. Rossi 44’, 72’ (rig.) Romeo 90’ | Marcatori | 49’ Cozzella |

| Arbitro: | Gregori (Piacenza) |

|                                     |           |                                                    |
| N. Coppola 20’ Vinci 52’ Giusto 63’ | Marcatori | 27’ Scienza 59’, 88’ D'Ottavio 76’ (rig.) L. Rossi |

| Arbitro: | Tombolini (Ancona) |

|                          |           |  |
| Cipriani 10’ Scienza 70’ | Marcatori |  |

| Arbitro: | Gazzetta (Mestre) |

|              |           |             |
| Mandressi 2’ | Marcatori | 38’ Scienza |

| Perugia 27 maggio 1990 33ª giornata | Perugia              | 0 – 0 | Catania | Stadio Renato Curi\| Arbitro: \| Rossignoli (Firenze) \| |
| Arbitro:                            | Rossignoli (Firenze) |       |         |                                                          |

| Arbitro: | Rossi (Rovigo) |

|                                     |           |           |
| Scienza 35’ Cipriani 37’ Ghezzi 85’ | Marcatori | 54’ Greco |

### Coppa Italia Serie C

#### Fase eliminatoria a gironi
| Arbitro: | Morello (Ragusa) |

|                                                       |           |               |
| D'Ottavio 48’ (rig.) G. Arabito 74’ (aut.) Di Dio 87’ | Marcatori | 7’ G. Arabito |

| Arbitro: | Cavanna (Roma) |

|                 |           |            |
| Balestrieri 21’ | Marcatori | 54’ Marini |

| Catania 27 agosto 1989 3ª giornata | Catania            | 0 – 0 | Giarre | Stadio Cibali\| Arbitro: \| Salerno (Acireale) \| |
| Arbitro:                           | Salerno (Acireale) |       |        |                                                   |

| Arbitro: | Griffo (Palermo) |

|  |           |                            |
|  | Marcatori | 28’, 50’ Di Dio 75’ Ghezzi |

| Arbitro: | Scarfò (Reggio Calabria) |

|            |           |            |
| Ghezzi 76’ | Marcatori | 18’ Pincio |

| Arbitro: | Pellegrino (Messina) |

|  |           |             |
|  | Marcatori | 77’ Scienza |

#### Fase finale
| Arbitro: | Canzonieri (Roma) |

|                        |           |               |
| Di Dio 85’ Scienza 88’ | Marcatori | 49’ Zaffaroni |

| Arbitro: | Russo (Pescara) |

|                                                            |           |                                      |
| Zaffaroni 12’ (rig.) Berardi 46’ (rig.) Scienza 78’ (aut.) | Marcatori | 50’, 57’ (rig.) D'Ottavio 85’ Ghezzi |

| Arbitro: | Brignoccoli (Ancona) |

|                                     |           |               |
| Accardi 17’ (rig.), 37’ Musella 33’ | Marcatori | 29’ D'Ottavio |

| Arbitro: | Rivola (Roma) |

|            |           |                    |
| Marini 32’ | Marcatori | 74’ (aut.) Manieri |